# 김도윤 (2002년)
김도윤(2002년 1월 25일 ~ )는 대한민국의 축구 선수로, 포지션은 공격형 미드필더이다.